# جي-فورس
تتحدث قصة فيلم قوة الجاذبية (بلإنجليزية : G-Force) عن مجموعة من الخنازير الغينية مزودة بأحدث التقنيات الجاسوسية، تم تدريبها من قبل الحكومة الأمريكية وموثوق بقدراتها، تعمل على إيقاف خطط شيطانية لشخص ٍ مليونير يحاول السيطرة على العالم من خلال استعمال الأجهزة المنزلية، يقع مصير العالم على عاتق تلك المجموعة المؤلفة من جراذ متعددي المواهب لإيقاف الخطط المدمرة وإنقاذ العالم.

## وصلات خارجية
- جي-فورس على موقع IMDb (الإنجليزية)
- جي-فورس على موقع ميتاكريتيك (الإنجليزية)
- جي-فورس على موقع روتن توميتوز (الإنجليزية)
- جي-فورس على موقع نتفليكس (الإنجليزية)
- جي-فورس على موقع قاعدة بيانات الأفلام العربية
- جي-فورس على موقع ألو سيني (الفرنسية)
- جي-فورس على موقع Turner Classic Movies (الإنجليزية)
- جي-فورس على موقع أول موفي (الإنجليزية)
- جي-فورس على موقع بوكس أوفيس موجو (الإنجليزية)
- جي-فورس على موقع فيلمافينيتي (الإسبانية)
- صفحة الرسمية للفيلم
- صفحة الفيلم على موقع قاعدة بيانات الأفلام على الإنترنت
- إعلان الفيلم على يوتيوب